# Eulophias
Eulophias ist eine nur drei Arten umfassende Fischgattung aus der Gruppe der Aalmutterverwandten (Zoarcales). Die drei Arten kommen im nordöstlichen Pazifik, an der Küste Japans und im Japanischen Meer sowie an der südlichen Küste Koreas vor.

## Merkmale
Eulophias-Arten sind kleine, sehr langgestreckte Fische, die eine Körperlänge von 16 bis 17 cm erreichen. Von den zahlreichen Flossenstrahlen der langen Rückenflosse (ca. 130 bis 143) sind die meisten Hartstrahlen, während nur wenige Weichstrahlen zu finden sind. Auch bei der Afterflosse (ca. 75 bis 116 Flossenstrahlen) sind die Hartstrahlen zahlreicher als die Weichstrahlen. Bauchflossen fehlen. Die Schwanzflosse hat 7 bis 10 Flossenstrahlen. Sie überlappt mit der hinteren Rücken- und Afterflosse. Zum Schwanzflossenskelett gehören zwei bis drei längliche, freistehende Knochen, die Epuralia genannt werden. Die Anzahl der Wirbel liegt bei 133 bis 156. Gaumenzähne fehlen, die Anzahl der Branchiostegalstrahlen liegt bei 6. Pylorusschläuche fehlen. Die paarigen Scheitelbeine haben keinen Kontakt zueinander.

## Systematik
Die Gattung und die Typusart Eulophias tanneri wurden 1902 durch den US-amerikanischen Ichthyologen Hugh McCormick Smith beschrieben. 1954 beschrieben zwei japanische Wissenschaftler eine weitere Art, Eulophias owashii, die aber nur durch ein einziges Exemplar bekannt war und 2012 mit Eulophias tanneri synonymisiert wurde. Eine Art der Gattung, Eulophias koreanus wurde im September 2012 beschrieben und eine dritte im Januar 2023.
Die Gattung, die ursprünglich den Aalmuttern (Zoarcidae) oder den Stachelrücken (Stichaeidae) zugerechnet wurde, wurde im Dezember 2013 in eine neue Familie, die Eulophiidae gestellt, da die genetische Distanz von Eulophias zu anderen Aalmutterverwandten sehr hoch ist und vergleichbar mit der Distanz anderer Taxa auf Familienlevel. Die Eulophiidae sollen die Schwestergruppe von Aalmuttern und Seewölfen sein. Die Familie Eulophiidae wurde 2016 in der 5. Auflage von Fishes of the World, eines Standardwerkes zur Fischsystematik, anerkannt. Radchenko stellt 2015 auch Azygopterus corallinus und Leptostichaeus pumilus in die Familie Eulophiidae, die somit drei Gattungen mit vier Arten umfasst.

## Arten
- Eulophias koreanus Kwun & Kim, 2012, Südküste Koreas.
- Eulophias spinosior Nakayama et al., 2023, Südküste Japans.
- Eulophias tanneri Smith, 1902, Pazifikküste des zentralen Honshu und Peter-der-Große-Bucht.